# Source Mage
Source Mage è una distribuzione Linux. Viene installata come un pacchetto il cui codice sorgente viene automaticamente scaricato, compilato e installato. Source Mage discende dalla distribuzione Sorcerer.

## Le caratteristiche
Source Mage è, come suggerisce il nome, un codice come raccolta di molte distribuzioni Linux. Invece di fornire binari per gli utenti, il codice sorgente viene compilato. Questo metodo consente un maggiore controllo sul software delle distribuzioni precompilate, come Ubuntu. Le dipendenze dei singoli pacchetti possono essere selezionate o deselezionate, risparmiando spazio prezioso sul disco rigido e liberare RAM e cicli di CPU. Per esempio, OpenSSH può essere compilato senza il supporto per la condivisione del X11. Si può scegliere di impostare i cflags, CXXFLAGS, e specifici LDFLAGS per i loro specifici casi. Utilizzare la distribuzione "source-based" è un modo per sbloccare il massimo delle prestazioni di un computer, come molte distribuzioni binarie compilate con il loro software per un vasto pubblico, e non un particolare gruppo di utenti, come ad esempio gli utenti di uno specifico processore. Quando Source Mage viene nominato "cast", l'ultima release stabile viene scaricata dal sito dello sviluppatore, piuttosto che dal codice di Mage. In questo modo per la maggior parte del sistema aggiornato, a differenza di  Gentoo, un'altra popolare distribuzione "source based" (basata sul codice), mantiene la propria cache personalizzata dei pacchetti. SMGL cambia il meno possibile i pacchetti (solo per adattarsi agli standard come il Filesystem Hierarchy, quindi è più immune agli errori risultanti dalla manomissione degli sviluppatori.